# Giovanni Serafino Volta
Giovanni Serafino Volta (* 1764; † 1842) war ein italienischer Geistlicher, Mineraloge und Paläontologe.
Volta war Kanoniker der Basilika St. Andrea in Mantua und Kustos des Naturalienkabinetts der Universität Pavia. Er veröffentlichte ein auch ins Deutsche übersetztes Lehrbuch der Mineralogie und eine Monographie über fossile Fische vom Monte Bolca.

## Schriften
- Elementi di Mineralogia, Analitica e Sistematica, Pavia 1787
  - Deutsche Übersetzung, Wien, Leipzig 1793 (Anfangsgründe der analytischen und systematischen Mineralogie).
- Chemisch-mineralogischer Versuch über die Bäder und Gebürge von Baaden, Wien 1792 (Übersetzung von Karl Freiherr von Meidinger)
- Ittiolitologia Veronese del Museo Bozziano ora annesso a quello del Conte Giouambattista Gazola e di altri gabinetti di fossili Veronesi con la versione Latina, 2 Bände, Verona 1796